# Národní park Awaš
Národní park Hawaš je jedním z národních parků v Etiopii. Leží na hranici dvou etiopských svazových států Afarsko a Oromie, poblíž měst Matahara a Hawaš.
Park, který je podle IUCN klasifikován jako chráněné území kategorie II, má rozlohu 753 km² a vede jím etiopská silnice č. 1, jakož i džibutsko-etiopská železnice, obě téměř souběžně. Díky silnici je park výborně přístupný. Na druhé straně nedostatečné vybavení pro návštěvníky způsobuje, že jejich počet je ve srovnání s ostatními africkými zeměmi nízký. V roce 2010 ho navštívilo 6 137 zahraničních návštěvníků. Trvalé osady, hospodářská zvířata a místní obyvatelstvo vyrábějící dřevěné uhlí jako palivo představují pro ekosystém národního parku stálou hrozbu. 

## Popis
Jižní hranici parku tvoří řeka Hawaš. Severní hranice parku dosahuje řeky Kesem a na západě končí u vnějšího okraje Saboberské roviny. 
Park se nachází v nadmořské výšce 750 až 2007 m n. m. a jeho průměrná výška je zhruba 1000 m. Podnebí je suché a horké. Roční srážkový úhrn dosahuje obvykle 619 mm, přičemž většina srážek spadne v období dešťů, tedy zejména od června do srpna a o něco méně mezi únorem a dubnem. Průměrná teplota se pohybuje mezi 27 a 30 °C; ve dne mohou teploty dosáhnout až 42 stupňů a v noci se ochlazuje na 10 až 22 °C. 
Park má velmi odlišné typy krajiny, přičemž procházející silnice je předělem mezi nimi. Na jih od ní leží náhorní rovina Illala Saha zakončená soutěskou řeky Hawaš s proslulými a působivými vodopády. Severně od silnice se táhne údolí Kudu, v jehož horní části se nalézají horké prameny Filwoha o teplotě dosahující více než 40 °C. Uprostřed parku se nad okolní krajinu vypíná spící stratovulkán Fentale s výškou 2007 m a je z něj rozhled jednak do okolí v nadmořské výšce 900 m, jednak na dno kráteru se scenériemi fumarol. Odhaduje se, že k poslední erupci došlo kolem roku 1820.

### Flora
Na území parku se rozkládají především savany a akáciové lesy. Uprostřed parku rostou palmové háje, a to především v údolích, zejména okolo horkých pramenů. Tam, kde je park hospodářsky využíván, jsou pastviny, případně plantáže, a to zejména u trvalých zdrojů vody, kde se původně vyskytovala stále zelená savana.

### Fauna
Fauna parku odráží skutečnost, že sucho převládá po většinu roku. Bylo zde zjištěno 46 druhů savců a nejméně 400 druhů ptáků. Z velkých savců zde volně žije přímorožec beisa, gazela Soemmeringova, kudu velký a kudu malý, voduška velká, dikdik severní, prase savanové, bahnivec, hrabáč, skálolez skákavý (v horských oblastech), zebra Grévyho (v západní části parku) a hroch obojživelný (v řece Hawaš). Z opic tu žijí paviáni (pavián anubi a pavián pláštíkový) a guerézy (gueréza černá a gueréza pláštíková). Predátoři jsou zastoupeni gepardem, servalem, karakalem a levhartem, šakalem i lvem a krokodýlem (v řece Hawaš). Dříve tu pobývaly i smečky psa hyenovitého, ale podle všeho byl místně vyhuben. Významnými zástupci plazů jsou zde kromě krokodýlů krajta písmenková a želva leopardí (Stigmochelys pardalis).
Ptáci vykazují největší druhovou pestrost poblíž horkých pramenů Filwoha, kde bylo pozorováno přes 453 druhů původních ptáků. Rozmanitost ptáků je značná, od velkého pštrosa přes několik druhů dropů a dalších ptáků jako hadilov písař, zoborožec kaferský, marabu africký, čáp bílý, hrdlička zelenoskvrnná, dudkovec stromový, vousák červenožlutý, mandelík sahelský, turakové, lejsci, vlhy (zejména vlha núbijská) až po malé amaranty. A dále zde žije šest endemických druhů, mimo jiné: vousák vlnkovaný, krkavec tlustozobý a ibis etiopský.

## Historie
Národní park byl založen v roce 1966, přestože schválení příslušného zákona trvalo ještě následující tři roky. Během schvalování byla ohrožena další existence plantáží cukrovaru v Metehaře, jakož i živobytí původních obyvatel Karayyu Oromo, což bylo v rozporu s původním záměrem etiopské vlády, aby národní park sloužil ku prospěchu místního obyvatelstva. 